# Barnala
Barnala è una città dell'India di 96.397 abitanti, capoluogo del distretto di Barnala, nello stato federato del Punjab. In base al numero di abitanti la città rientra nella classe II (da 50.000 a 99.999 persone).

## Geografia fisica
La città è situata a 30° 22' 60 N e 75° 32' 60 E e ha un'altitudine di 226 m s.l.m..

## Società

### Evoluzione demografica
Al censimento del 2001 la popolazione di Barnala assommava a 96.397 persone, delle quali 52.477 maschi e 43.920 femmine. I bambini di età inferiore o uguale ai sei anni assommavano a 11.979, dei quali 6.650 maschi e 5.329 femmine. Infine, coloro che erano in grado di saper almeno leggere e scrivere erano 63.084, dei quali 36.693 maschi e 26.391 femmine.